# جون ديك (باحث)
جون ديك (بالإنجليزية: John Edgar Dick)‏ (و. 1957  م) هو باحث كندي، هو عضوٌ في الجمعية الملكية.

## التعليم
تعلم في جامعة مانيتوبا
.

## جوائز
حصل على جوائز منها:
- جائزة كيو للعلوم الطبية (2017)
- زمالة الجمعية الأمريكية لأبحاث السرطان ‏ (2016)
- جائزة روبرت نوبل (2000)
- زمالة الجمعية الملكية الكندية
- زميل في الجمعية الملكية